# Юнг, Ханс Рудольф
Ханс Рудольф Юнг (нем. Hans Rudolf Jung; 1 июля 1921, Грайц — 23 января 2016) — немецкий музыковед.
Начал заниматься музыкой как скрипач, играл в городском оркестре Грайца. В 1946—1949 гг. учился в Веймарской Высшей школе музыки, получив диплом музыкального педагога, затем до 1952 г. продолжал образование в Йенском университете, изучая музыковедение, историю искусств и английскую филологию. C 1952 г. преподавал в Веймарской Высшей школе музыки, в 1956 г. защитил докторскую диссертацию, с 1960 г. заведовал отделением школьной музыки, с 1965 г. профессор. В 1972—1980 гг. ректор школы, в 1975 г. габилитирован. Был одним из руководителей Шопеновского общества в ГДР.
Опубликовал книги «Иоганн Себастьян Бах в Веймаре, 1708—1717» (нем. Johann Sebastian Bach in Weimar 1708 bis 1717; 1985), хронику «150 лет музыкальной жизни в жилом и промышленном городе Грайце» (нем. 150 Jahre Musikleben in der Residenz- und Industriestadt Greiz; 1998), охватывающую 1802—1945 годы, и монографию «Музыка и музыканты в земле Рейсс» (нем. Musik und Musiker im Reußenland; 2007), охватывающую, помимо Грайца, музыкальную жизнь в Шлайце, Лобенштайне, Гере, Кёстрице, Эберсдорфе, Зальбурге и Хиршберге в XVII—XIX веках.
Подготовил издание переписки Георга Филиппа Телемана (1972, вместе с Хансом Гроссе), занимался также перепиской Ференца Листа. Опубликовал, снабдив также предисловием, тематический каталог коллекции музыкальных рукописей второй половины XVII — первой половины XVIII веков, обнаруженных в 1968 году при ремонте церкви в Гросфанере (нем. Thematischer Katalog der Musikaliensammlung Grossfahner/Eschenbergen in Thüringen: mit einer Einleitung zur Pflege der Figuralmusik in Grossfahner, Eschenbergen und dem Herzogtum Sachsen-Gotha zwischen 1640 und 1750; 2001).
Сын — музыковед Ханс Райнер Юнг (род. 1955).